# Башта водогону (Глухів)
Башта водогону в Глухові — пам'ятка архітектури місцевого значення, охоронний номер якої 112—См. Одна з головних визначних споруд міста Глухова Сумської області. Вежа була побудована наприкінці 20-х років XX століття, проте, незважаючи на свій молодий вік порівняно з іншими пам'ятками міста, вона є символом Глухова. Водонапірну вежу видно за десятки кілометрів від міста.

## Історія

Фото бригади будівельників башти (1928 рік)

Проект міського водогону був розроблений у 1910 році харківським архітектором Йосипом Лазарєвим. До того часу мешканці Глухова брали воду з річки та озер, які були багатоводними та з чистою водою.
Побудована мурована башта в 1928 році архітектором Розановим з бригадою на місці, де в XVIII столітті знаходились Путивльські ворота Глухівської фортеці. Вона призначалася для чисто технічних або, точніше, господарських потреб, але використовувалася навіть як загальноміський інформаційний щит і пожежна вежа.
Будівля протягом 2005—2007 рр. була відреставрована в рамках Державної програми збереження пам'яток архітектури національного значення. Будівельники ТОВ «Анна» з м. Суми провели реставраційні та відновлювальні роботи на суму 398 тис. у 2005 р., а також 80 тис. та 200 тис. грн., відповідно.
3 серпня 2019 року відбулося загоряння на сходах між оглядовим майданчиком та мансардним поверхом. За словами співробітників МНС, там спалахнуло сміття. Силами бійців ДСНС джерело займання оперативно було погашено.

## Опис

Схематичне зображення башти

Башта водогону знаходиться між головними вертикалями стародавнього Глухова — Миколаївською та Трьох-Анастасієвською церквами, на протилежній від Інституту луб'яних культур стороні по вулиці Терещенків під номером № 40, неподалік будинку, де народився Микола Терещенко.
Споруда збудована в 1928 році, коли цивільні інженери не розумілися на архітектурних стилях, — з безліччю декоративних елементів оздоблення. І тому створили її в унікальній нетрадиційній для свого часу архітектурній манері: круглий конусоподібний стовбур з легкою лекальною кривизною, яка надає інженерній споруді художнього образу, у верхній частині м'яко, з плавним вигином, переходить у розширений двох'ярусний циліндр з прямокутними віконними прорізами по всьому периметру, а по висоті — двома широкими плоскими «обручами». Циліндричний обсяг завершується карнизом з великими крученнями. Конусний дах вежі переходить в гостру химерну башточку, що несе два рівні горизонтальних парасольок, утворених великими звісами покрівлі. Під нижнім рівнем парасольок, над водогінним баком, є оглядовий майданчик, з якого відкриваються чудові краєвиди на місто та його мальовничі околиці. Під другим рівнем багатоярусної надбудови встановлений годинник з мелодійним боєм. Завершується вежа металевим шпилем. Загальна висота вежі становить 41 метр, місткість бака — 120 тонн, а його об'єм — 360 м3.
Пластику архітектурних форм башти видно за багато кілометрів від міста. Зараз вежа водогону є справжнім домінантом Глухова та візитівкою міста. Після реставрації, вона стала популярним екскурсійним об'єктом. В ній внизу розміщена невеличка експозиція (музей), а силует самої вежі є незмінною емблемою Глухова.

## Цікаві факти
- Головною родзинкою вежі є внутрішні гвинтові сходи, кількість сходинок становить 186 штук.